# Amycle
Amycle  (лат.) — род полужесткокрылых насекомых из семейства фонарницы.

## Распространение
Северная и Центральная Америка.

## Описание
Мелкие и среднего размера фонарницы, отличающиеся необычной формой головы (её длина равна от 1/8 до 1/4 от длины всего тела). Длина тела 12 — 23 мм, основная окраска желтовато-коричневая. 
Головной выступ дорзо-вентрально сплющенный (сверху плоский, снизу выпуклый). Задние голени с 4-5 шипиками. Род был впервые выделен в 1861 году и ревизован в 1991 году американским энтомологом Луисом Б. О’Брайеном (Lois B. O’Brien; Entomology, Florida A & M University, Таллахасси, Флорида, США).

## Систематика
Около 10 видов. 
- Amycle amabilis (Westwood, 1842)typus (=Fulgora amabilis Westwood, 1842)
- Amycle brevis O'Brien, 1991[1]
- Amycle grandis O'Brien, 1991[1]
- Amycle mankinsi O'Brien, 1991[1]
- Amycle pinyonae Knull & Knull, 1947[2]
- Amycle saxatilis Van Duzee, 1914[3]
- Amycle sodalis Stål, 1861[4]
- Amycle tumacacorae Knull & Knull, 1947[2]
- Amycle vernalis Manee, 1910[5]
- Другие виды